# Лі Сан Соль
Лі Сан Соль (кор.: хангиль: 이상설, англ. Yi Sang Sul; 7 грудня 1870 — 1 квітня 1917) — корейський державний службовець і борець за незалежність.

## Життєпис
Ї Санґ Сул народився 7 грудня 1870 року в Чінчхоні, Чхунчхон, Чосон. Його біологічним батьком був Лі Хен У. Він був відомий своєю яскравістю, тому в 1876 році, у віці 7 років, його прийняли в сім'ю Лі Йон У, і він переїхав до Сеула. У 1896 році він став професором Сонгюнгвана.
У 1904 році, коли Японська імперія вимагала права рекультивації пустки, він звернувся до короля з проханням відмовити їй у цьому. У 1905 році, під час японсько-корейського договору 1905 року, він звернувся до короля із закликом виступити проти договору та стратити п'ятьох зрадників Юлси. В знак протесту він покинув посаду та зробив спробу самогубства.
Відтоді він бере ініціативу у відновленні національно-правого та патріотичного просвітницького руху. У 1907 році він і його співвітчизники Лі Чжун і Лі Віджон були делеговані імператором Коджоном для участі в Другій мирній конференції в Гаазі. Йому було доручено оголосити міжнародній спільноті, що Корея є незалежною державою і що японське вторгнення було незаконним. Трійця два місяці їхало до Гааги Транссибірською залізницею.
Корейська делегація не була офіційно запрошена, хоча Нідерланди спочатку планували це зробити. Однак японський уряд зміг втрутитися і переконав інших делегатів конференції не допускати Корею до участі. Місія провалилася. Однак трьом корейцям вдалося привернути увагу всього світу завдяки пресконференції та дописам незалежної газети, яка висвітлювала Мирну конференцію. Прямим результатом їхньої місії стало те, що корейський імператор Коджон був змушений піти у відставку на користь свого сина Сунджона. У 1910 році Лі заснував 13 дуйгунів (13도의군), військ проти Японської імперії, разом з Ю Ін Соком, Лі Пом Юном, Лі Нам Ґі, щоб об'єднати лояльні війська та розгорнути більш ефективну війну проти Японії. У 1917 році у віці 47 років він помер в Уссурійську (на той час — Нікольськ). Він залишив заповіт, і зміст заповіту полягав у тому, щоб спалити своє тіло та сувеніри та не виконувати обряди предків. За його заповітом, він і його бібліотека були спалені.

## Спадщина
У 1962 році уряд Південної Кореї нагородив Лі Сан Соля орденом «За заслуги у створенні держави» (орден президента) на честь його заслуг.